# Tetzácual, Hidalgo
Tetzácual är en ort i Mexiko.   Den ligger i kommunen San Felipe Orizatlán och delstaten Hidalgo, i den sydöstra delen av landet, 200 km norr om huvudstaden Mexico City. Tetzácual ligger 142 meter över havet och antalet invånare är 256.
Terrängen runt Tetzácual är kuperad österut, men västerut är den platt. Runt Tetzácual är det ganska tätbefolkat, med 248 invånare per kvadratkilometer. Närmaste större samhälle är Huejutla de Reyes, 14,2 km öster om Tetzácual. Omgivningarna runt Tetzácual är en mosaik av jordbruksmark och naturlig växtlighet.